# Yaroslav Popovych
Yaroslav Popovych (Kalyniv, 4 de enero de 1980) es un ciclista ucraniano que compitió como profesional desde 2002 hasta 2016.
Su último equipo fue el Trek-Segafredo. Fue tercero en el Giro de Italia del año 2003 y maillot blanco del Tour de Francia de 2005.

## Biografía
Se convierte en profesional en 2002 en el equipo Landbouwkrediet-Colnago tras arrasar en el calendario sub-23 italiano, con el potente equipo Zoccorinese-Vellutex (de Bileka, Anza y Vaitkus entre otros). Allí le llegaron a considerar "el nuevo Caníbal" pues arrasaba a cada carrera que participaba. Además logró un hecho insólito, en 2001, se anotó la París-Roubaix sub-23, la prestigiosa carrera de adoquín en su categoría de sub-23, liderando un triplete de su equipo con Bileka 2.º y Bernucci 3.º, ganando al futuro rey de la París-Roubaix, Tom Boonen. 
Ello le llevó a fichar por el equipo belga, Landbouwkrediet Colnago, con el que debutó en el Giro de Italia 2002 para acabar en una prometedora 12.ª posición. Al año siguiente volvió a su carrera "talismán", para demostrar que ya era una realidad, acabando en el podio de la corsa rosa, incluso estuvo a punto de arrebatarle la 2.ª posición a un exganador como Garzelli.
En 2004, el año de la explosión de Damiano Cunego, quizá se vio un poco ensombrecido, y a pesar de vestir la maglia rosa tras ser 2.º en la contrarreloj que ganó su compatriota Honchar, se desinfló en la montaña para acabar en la 5.ª posición. Todas estas grandes actuaciones llevaron a Lance Armstrong a fijarse en él como sucesor, y allí fue, nuevo gregario de lujo del ex 7 veces ganador del Tour de Francia. 
Sin embargo, 2005 fue un año difícil, unos problemas de pasaportes a comienzos de año le impidieron coger la forma necesaria, pagando la participación en París-Niza. Más tarde, y cambiando el calendario, dejando de lado el Giro de Italia por el Tour de Francia, participó y se adjudicó la Volta a Cataluña, tras ser el más regular en la montaña. En julio tuvo que trabajar en las etapas de montaña para su jefe de filas en el Tour, Lance Armstrong, lo que no le impidió adjudicarse el maillot de mejor joven (menos de 25 años).
En 2006, muchas esperanzas estaban puestas sobre él debido a la ausencia del estadounidense en esta edición de la ronda gala. Discovery Channel había depositado en él la confianza necesaria para que ser el sucesor de Lance Armstrong, pero una mala planificación de la temporada hizo que fallase estrepitosamente en la Dauphiné Libéré y que le llevó en una forma no adecuada al Tour de Francia donde tras descartarse en la primera etapa de montaña, sacó su mejor casta para desquitarse ganado la etapa de la fiesta nacional francesa ante dos de los grandes de las Clásicas, Óscar Freire y Alessandro Ballan.
En 2007, las expectativas eran mejores, quizá sin tanta presión como en 2006. Esta temporada, tendría en el equipo a dos buenos corredores como Levi Leipheimer y Alberto Contador. Este hecho le liberó un poco, su magnífico trabajo en París-Niza tuvo recompensa, una victoria de etapa tras una magnífica exhibición en solitario. Su gran objetivo del año, el Giro de Italia, donde iba de líder, se vio truncado por dos caídas, una en la crono por equipos inicial, y otra en una llegada masiva bajo la lluvia. Esto le lastró, y acabó por retirarlo antes de la cronoescalada. 
Quizá esta situación le hizo llegar más fresco al Tour, donde dinamitó al pelotón en los puertos, perfectamente dirigido desde el coche, por Johan Bruyneel. Para recordar, son las imágenes del descenso del Galibier con Alberto Contador. Al final, ayudó al español a lograr la victoria final, además de mejorar en uno de sus puntos débiles en las grandes competiciones años atrás, las etapas cronometradas. Un octavo puesto que sabe a gloria después de un 2006 malo en cuanto a generales se refiere.
Tras la desaparición del equipo Discovery Channel, Popovych no tuvo problemas para encontrar equipo para 2008, y no dudó en enrolarse dentro de las filas del equipo Silence-Lotto, con un papel similar al que tenía en Discovery (líder en el Giro y gregario de Cadel Evans en el Tour). En el Silence-Lotto tuvo una actuación discreta y muy por debajo de las expectativas.
En 2009 recala en el equipo Astana, dirigido por su antiguo director Johan Bruyneel. Este año participó como gregario de lujo para Alberto Contador, Lance Armstrong, Andreas Klöden y Levi Leipheimer en uno de los equipos más fuertes de la historia del Tour de Francia.
En 2010 se fue con Lance Armstrong a su nuevo equipo, el RadioShack.
El 11 de abril de 2016, tras la disputa de la París-Roubaix, anunció su retirada del ciclismo tras quince temporadas como profesional y con 36 años de edad pasando a ser director deportivo en el Trek-Segafredo.

## Palmarés
| 2000 - Giro del Valle de Aosta, más 1 etapa 2001 - Campeonato Mundial en Ruta sub-23 - Giro del Belvedere - Gran Premio Palio del Recioto - Giro del Valle de Aosta, más 2 etapas 2002 - Trofeo Porec 2 - GP de Ginebra 2003 - 3.º en el Giro de Italia, más clasificación de los jóvenes 2004 - Trofeo Androni Giocattoli | 2005 - Volta a Cataluña - Clasificación de los jóvenes en el Tour de Francia 2006 - 1 etapa de la Vuelta a Castilla y León - 1 etapa del Tour de Georgia - 1 etapa del Tour de Francia 2007 - 1 etapa de la París-Niza |

## Resultados en Grandes Vueltas y Campeonatos del Mundo
| Carrera              | Carrera              | 2002 | 2003 | 2004 | 2005 | 2006 | 2007 | 2008 | 2009 | 2010 | 2011 | 2012 | 2013  | 2014  | 2015  |
| -------------------- | -------------------- | ---- | ---- | ---- | ---- | ---- | ---- | ---- | ---- | ---- | ---- | ---- | ----- | ----- | ----- |
|                      | Giro de Italia       | 12.º | 3.º  | 5.º  | —    | —    | Ab.  | —    | 11.º | —    | 64.º | —    | 133.º | —     | —     |
|                      | Tour de Francia      | —    | —    | —    | 12.º | 24.º | 8.º  | 23.º | 41.º | 85.º | Ab.  | 76.º | —     | —     | —     |
|                      | Vuelta a España      | —    | —    | —    | —    | —    | —    | 52.º | —    | —    | —    | —    | 85.º  | 115.º | 132.º |
| Mundial en Ruta      | Mundial en Ruta      | 56.º | Ab.  | Ab.  | —    | 75.º | —    | Ab.  | —    | —    | —    | Ab.  | Ab.   | —     | —     |
| Mundial Contrarreloj | Mundial Contrarreloj | —    | —    | —    | 32.º | —    | —    | —    | —    | —    | —    | —    | —     | —     | —     |

―: no participa

Ab.: abandona

## Equipos
- Landbouwkrediet-Colnago (2002-2004)
- Discovery Channel Pro Cycling Team (2005-2007)
- Silence-Lotto (2008)
- Astana (2009)
- Team RadioShack (2010-2011)
- Radioshack/Trek (2012-2016)
  - RadioShack-Nissan (2012)
  - RadioShack Leopard (2013)
  - Trek Factory Racing (2014-2015)
  - Trek-Segafredo (2016)